# Unterer Victoria-Gletscher
Der Untere Victoria-Gletscher ist ein Gletscher im ostantarktischen Viktorialand. Er nimmt das östliche Ende des Victoria Valley ein und geht an der Scott-Küste in den Wilson-Piedmont-Gletscher über. 
Benannt wurde er anlässlich einer von 1958 bis 1959 durchgeführten Kampagne im Rahmen der neuseeländischen Victoria University’s Antarctic Expeditions nach der Alma Mater der Victoria University of Wellington, welche die Expedition finanziell unterstützt hatte.